# Thomas Oelmayer

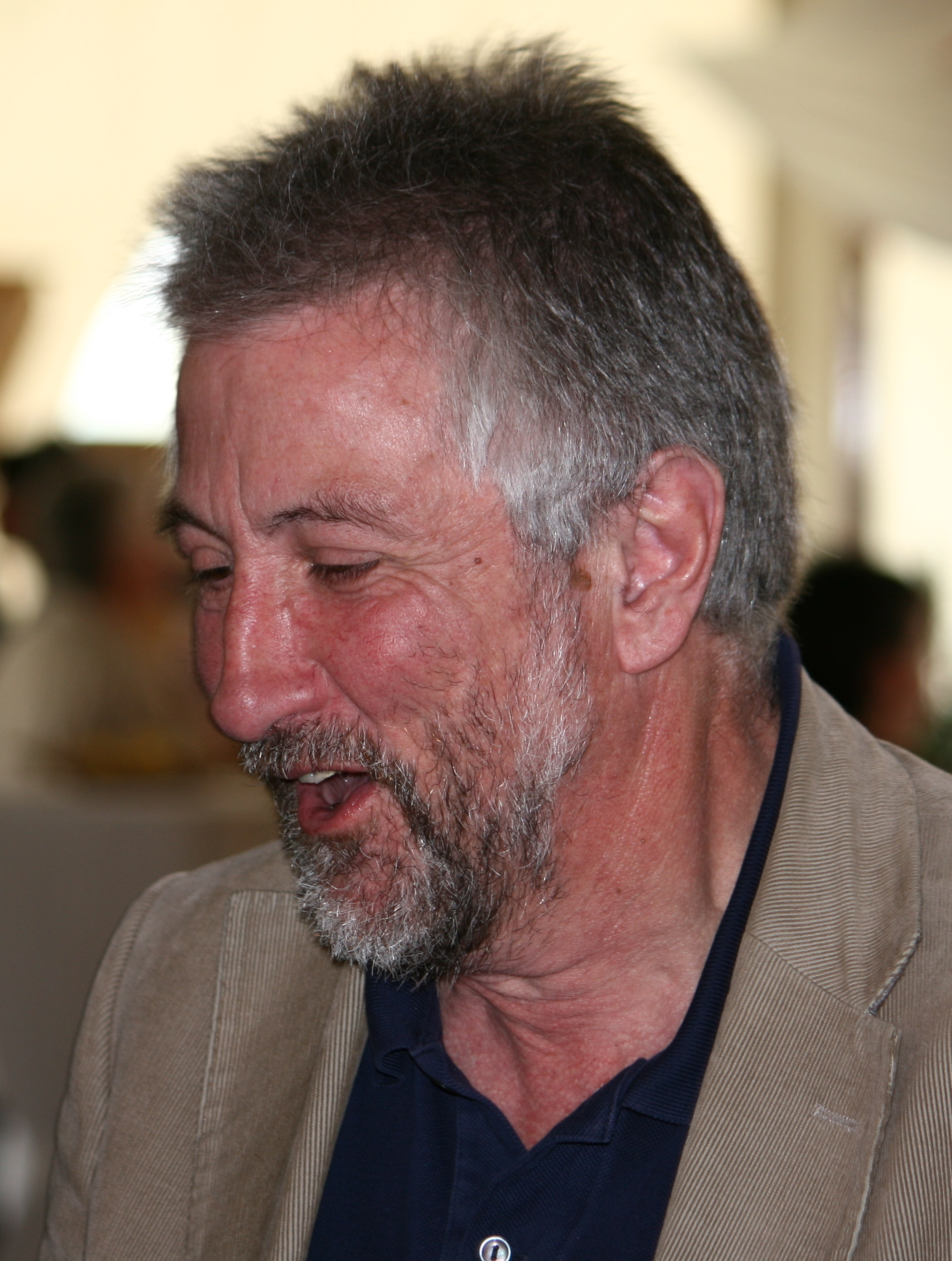
Thomas Oelmayer im Mai 2009

Thomas Oelmayer (* 22. September 1954 in Ulm) war von April 1996 bis April 2011 Landtagsabgeordneter von Bündnis 90/Die Grünen in Baden-Württemberg.

## Leben und politischer Werdegang
Nach einer Ausbildung zum Groß- und Außenhandelskaufmann und der Erlangung der Fachhochschulreife studierte er bis 1980 Betriebswirtschaftslehre an der Fachhochschule für Wirtschaft in Pforzheim. Danach folgte das Studium der Rechtswissenschaft in Tübingen. Das erste Staatsexamen bestand er 1985, das Assessorexamen folgte 1988. Seitdem arbeitet er als Rechtsanwalt in seiner Heimatstadt Ulm. Seit Januar 2016 betreibt Oelmayer seine Anwaltskanzlei zusammen mit dem Präsidenten der BWIHK und Ulmer IHK, Peter Kulitz.
Von 1979 bis 1982 und erneut von 1990 bis 1994 war er Mitglied des Kreisvorstandes von Bündnis 90/Die Grünen Ulm/Alb-Donau-Kreis/Neu-Ulm. Von 1980 bis 1989 bekleidete er das Amt eines Stadtrats der Stadt Ulm.
Seit dem 15. April 1996 war er Mitglied des baden-württembergischen Landtages, aus dem er im Frühjahr 2011 ausschied, weil er auf eigenen Wunsch nicht für eine vierte Legislaturperiode kandidieren wollte. Er war stets mit einem Zweitmandat im Wahlkreis 64 – Ulm in den Landtag eingezogen. Sein Vorsprung gegenüber dem ersten nicht gewählten Bewerber von Bündnis 90/Die Grünen im Regierungsbezirk Tübingen betrug bei allen drei Landtagswahlen 1996, 2001 und 2006 weniger als 50 Stimmen. Seine Schwerpunkte im Landtag waren Innenpolitik, Verwaltungsreform und Justiz.
Bei der Bundestagswahl 2009 kandidierte Oelmayer als Direktkandidat der Grünen im Wahlkreis Biberach.
Thomas Oelmayer ist konfessionslos, verwitwet und hat sechs Kinder. Er lebt in Ulm.